# Villorsonnens
Villorsonnens – gmina (fr. commune; niem. Gemeinde) w Szwajcarii, w kantonie Fryburg, w okręgu Glâne. Powstała 1 stycznia 2001 z połączenia gmin Chavannes-sous-Orsonnens, Orsonnens, Villargiroud oraz Villarsiviriaux.

## Demografia
W Villorsonnens mieszka 1512 osób. W 2020 roku 10,1% populacji gminy stanowiły osoby urodzone poza Szwajcarią.